# Дейвис (проток)
Вижте пояснителната страница за други значения на Дейвис.
Протокът Дейвис (на английски: Davis Strait; на френски: Détroit de Davis; на датски: Davisstrædet) е морски проток между Гренландия на изток и полуостров Къмбърлънд на остров Бафинова земя (провинция Нунавут, Канада) на запад.
Свързва Бафиново море на Северния ледовит океан на север с море Лабрадор на Атлантическия океан на юг. Минимална ширина 330 km, максимална дълбочина 466 m. Почти целогодишно е покрит с дрейфуващи ледове и айсберги. Наименуван е в чест на английския мореплавател Джон Дейвис, който пръв плава в него през 1585 г., след което извършва още две плавания в региона и изследва част от крайбрежията на Гренландия и Бафинова земя.